# Binary Star
Binary Star è stato un duo statunitense di underground hip hop formato negli anni 1990 a Pontiac, Michigan composto da:
- OneManArmy
- Senim Silla.

## Storia
Il duo inizia a fare dell'hip hop tramite la loro etichetta indipendente chiamata Terrorist Records. Nel 1999 pubblicano l'album Waterworld, registrato e messo in commercio con un budget di soli 500 dollari. Tutte le diciassette tracce sono prodotte da Trackezoids, inizialmente conosciuti come Held Hostage Productions. Del disco vengono stampate solo 1000 copie. Successivamente il duo riesce ad ottenere un contratto di distribuzione, che gli permette di remixare e riarrangiare interamente le tracce di WaterWorld oltre ad aggiungerne di nuove. La creazione finale prende il nome di Masters of the Universe, che vende 20.000 creative tra i due.
Attualmente, OneManArmy registra sotto il nome di One Be Lo per la Subterraneous Records. Senim Silla sta per pubblicare un lavoro con la Sleeper Cell Records.
Nello spettacolo per la loro riunione il 9 giugno 2006 ad Ann Arbor, Senim Silla ha dichiarato alla fine del concerto che i Binary Star sono tornati.

## Discografia
- 1999: Waterworld (Terrorist Records)
  - Singoli estratti: "New Hip Hop"/"Slang Blade"/"Glen Close"/"Da Fast Food Joint"
- 2000, 31 ottobre: Masters of the Universe (Subterraneous Records)
  - Singoli estratti: "Solar Powered"/"Masters of the Universe"/"OneManArmy",
"Reality Check"/"Conquistadors"/"The K.G.B."